# Arno Holz
Arno Holz (født 26. april 1863 i Rastenburg i Østpreussen, død 26. oktober 1929 i Berlin) var en tysk forfatter.
Holz kom tidlig til Berlin. Han har skrevet dramaer som Die Familie Selicke, sammen med Johannes Schlaf, Die Socialaristokraten og Traumulus, det sidste sammen med Oskar Jerschke. Hans fortælling Papa Hamlet, der fremtraadte fingeret som en oversættelse fra Norsk, vakte 1889 under den nye tyske litteraturbevægelse modsigelse på grund af usminket virkelighedsfremstilling. Holz har udsendt forskellige stridsskrifter og i det hele udviklet sig til en heftig polemiker, blandt andet mod litteraturhistorikeren Richard M. Meyer, medens han i de senere år stod noget i skygge som digter. Der findes også fra hans hånd en række teoretiske arbejder som Die Kunst, ihr Wesen und ihre Gesetze og Revolution der Lyrik, hvor han søger at begrunde sin stræben efter at fornye de poetiske udtryksformer. Holz udgav 1925 sin lyriske digtning Phantasus, der er bygget på den "indre rhytmus", i ny skikkelse.